# Großsteingrab Schampermühle
Das Großsteingrab Schampermühle (auch Großsteingrab Schamper Mühle oder Großsteingrab Zierzow) ist eine megalithische Grabanlage der jungsteinzeitlichen Trichterbecherkultur bei Zierzow, einem Ortsteil von Sietow im Landkreis Mecklenburgische Seenplatte (Mecklenburg-Vorpommern). Es trägt die Sprockhoff-Nummer 436.

## Lage
Das Grab befindet sich etwa 1,3 km südlich von Zierzow und etwa 200 m westnordwestlich der namensgebenden Holländerwindmühle Schamper Mühle auf einem Feld.

## Beschreibung
Die Anlage besitzt eine nordost-südwestlich orientierte, ursprünglich von einem Rollsteinhügel ummantelte Grabkammer, die Ernst Sprockhoff als Polygonaldolmen, Ewald Schuldt hingegen als erweiterten Dolmen anssah. Erhalten sind jeweils zwei Wandsteine der Langseiten und der nordöstliche Abschlussstein. Alle stehen noch in situ. Auf den drei nordöstlichen Steinen ruht ein Deckstein mit einer Länge von 3 m, einer Breite von 1,7 m und einer Dicke von 1 m.